# Gustav Ludwig Pabstmann
Gustav Ludwig Pabstmann, též Gustav Ludvík Pabstmann (4. července 1849 Vídeň – 8. prosince 1922 Vídeň), byl český politik, za Rakouska-Uherska na přelomu 19. a 20. století poslanec Říšské rady.

## Biografie
Profesí byl velkostatkářem a politikem. Studoval na gymnáziu ve Vídni a na hospodářských školách v Mariabrunnu a Hohenheimu. V roce 1874 převzal správu statků Mladějov a Roveň. Byl aktivní veřejně i politicky. Od roku 1885 působil jako okresní starosta v Sobotce.
Od zemských voleb v roce 1889 zasedal na Českém zemském sněmu, kam byl zvolen za kurii velkostatkářskou (nesvěřenecké velkostatky). Byl členem Strany konzervativního velkostatku. Mandát obhájil v zemských volbách v roce 1895 a zemských volbách v roce 1901. Na mandát rezignoval roku 1905.
V 80. letech 19. století se zapojil i do celostátní politiky. Ve volbách do Říšské rady roku 1885 získal mandát za velkostatkářskou kurii v Čechách. Mandát obhájil i ve volbách do Říšské rady roku 1891, volbách do Říšské rady roku 1897 a volbách do Říšské rady roku 1901. Rezignace na poslanecké křeslo byla oznámena 16. října 1902. Po doplňovací volbě ho pak v parlamentu nahradil Ludvík Egbert Belcredi. K roku 1901 se profesně uvádí jako velkostatkář.
Po volbách v roce 1885 se na Říšské radě připojil k Českému klubu (jednotné parlamentní zastoupení, do kterého se sdružili staročeši, mladočeši, česká konzervativní šlechta a moravští národní poslanci).
V roce 1887 mu byl udělen rytířský Řád Františka Josefa. Od roku 1910 žil trvale ve Vídni. Zemřel tam v prosinci 1922.